# Božena Vicherková
Božena Vicherková, rozená Marešová (18. ledna 1902 Křivsoudov – 24. října 1942 koncentrační tábor Mauthausen) byla první manželkou sborového generála Aloise Vicherka a za německé okupace Čech a Moravy účastnice II. (domácího) odboje – spolupracovnice štábního kapitána Václava Morávka a podporovatelka parašutistů z výsadku Silver A.

## Život
Božena Vicherková se narodila jako Božena Marešová 18. ledna 1902 v Křivsoudově u Dolních Kralovic. V letech 1920 až 1922 vykonávala funkci náčelnice Sokolské organizace v Křivsoudově. Po německé okupaci a nastolení protektorátu (15. března 1939) se zapojila do řad členů ilegální vojenské odbojové organizace Obrana národa, zatímco její manžel, jemuž hrozilo bezprostřední zatčení gestapem, 15. ledna 1940 opustil ilegálně Němci okupované území a působil v československém zahraničním odboji.

### Aktivity v odboji
V Praze–Břevnově bydlela v bytě v činžovním domě na adrese Bělohorská 416/25. V témže činžovním domě se v přízemí nacházela prodejna provozovaná Antonínem a Zdeňkou Pouznarovými. Antonín Pouznar (* 16. října 1881) bydlel rovněž v tomto domě se svojí manželkou Zdeňkou Pouznarovou (rozenou Procházkovou; * 2. ledna 1885). Oba manželé i jejich dcera Zdeňka Bočková (Zdena Bočková, rozená Pouznarová, * 10. března 1907) byli rovněž zapojeni do domácího protiněmeckého odboje. Zdena Bočková byla blízkou přítelkyní Boženy Vicherkové.
Na jaře 1942, když se v protektorátu objevili členové paradesantních výsadků z Anglie, udržovala Božena Vicherková kontakt na odbojové pracovníky z řad Sokola ve východních Čechách. V krámku a bytě Pouznarových došlo k řadě konspiračních schůzek českého odboje. Velitel výsadku Silver A nadporučík Alfréd Bartoš se zde sešel se štábním kapitánem Václavem Morávkem a je možné, že se jedné z těchto ilegálních schůzek (uskutečněných v březnu 1942 v obchodě Pouznarových v přízemí domu) účastnil také zástupce velitele paravýsadku Silver A rotmistr Josef Valčík.
Obě ženy, Zdena Bočková i Božena Vicherková podporovaly štábního kapitána Václava Morávka, udržovaly s ním spojení a podílely se (hlavně Božena Vicherková) na zajištění „propojení tří králů s parašutisty výsadku Silver A“. Dalším z odbojových spolupracovníků Boženy Vicherkové byl Jaroslav Falta z České Skalice.

Spolupracovníci Boženy Vicherkové v odboji
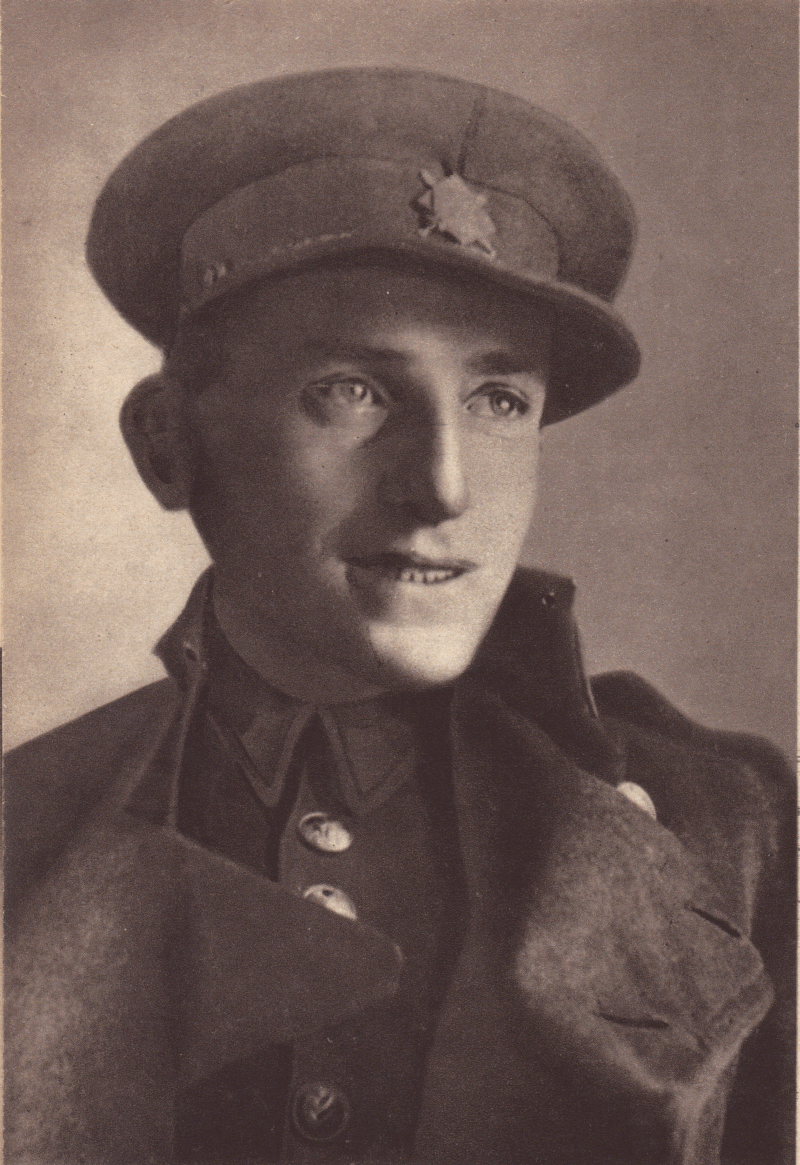
Štábní kapitán Václav Morávek
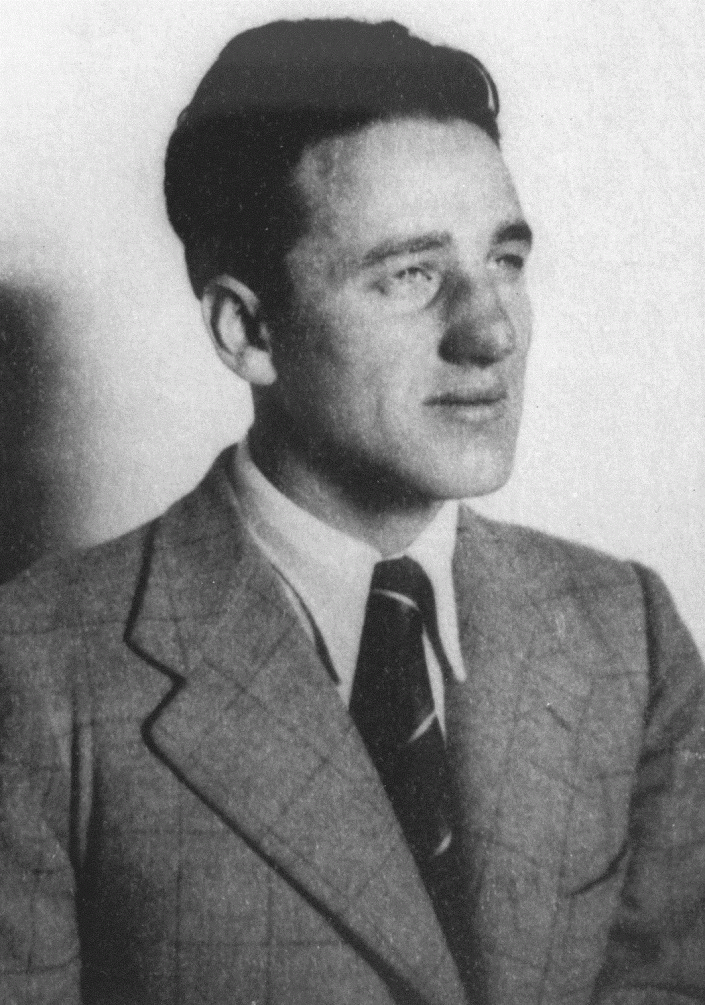
Nadporučík Alfréd Bartoš velitel paravýsadku Silver A
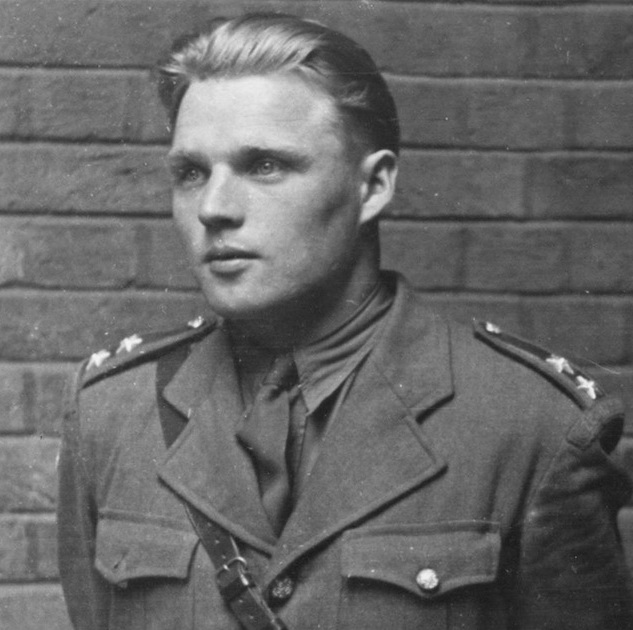
Rotmistr Josef Valčík zástupce velitele výsadku Silver A
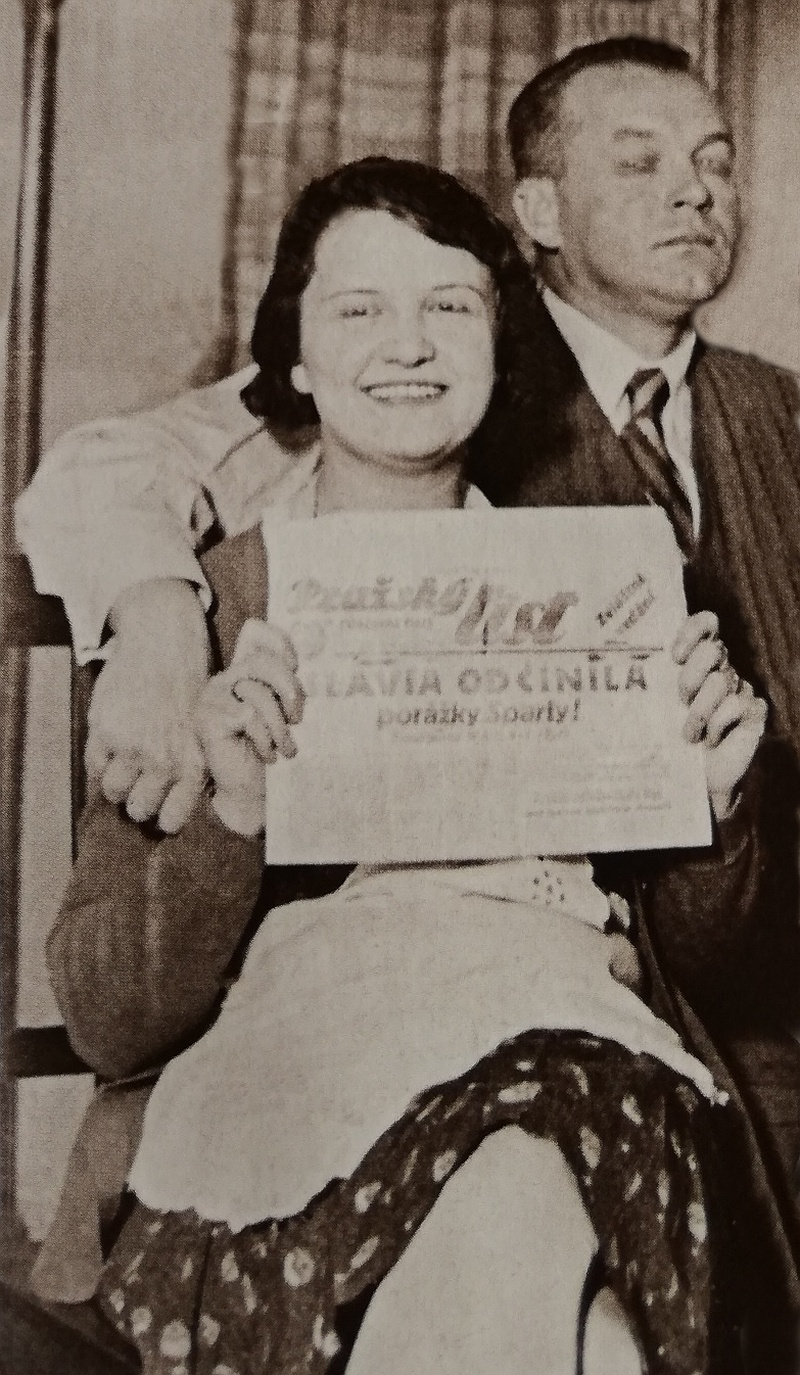
Zdena Bočková (na fotce s manželem Bohumilem Bočkem na rodinné oslavě)

### Zatčení, výslechy, věznění, ...
Po útoku na zastupujícího říšského protektora Reinharda Heydricha (27. května 1942) byla činnost Boženy Vicherkové a jejich nejbližších spolupracovníků v odboji odhalena. Stejně jako mnohým dalším se jí stala osudnou zrada Karla Čurdy (16. června 1942), po které následovala vlna zatýkání. Odbojářka Božena Vicherková byla zatčena gestapem dne 3. července 1942 ve Strmilově u Jindřichova Hradce, kde byla tehdy se svými dětmi na letním bytě. Nejprve byla vězněna v Praze na Pankráci a vyslýchána v pražské úřadovně gestapa v Petschkově paláci. Poté byla 26. srpna 1942 převezena do policejní věznice gestapa v Malé pevnosti v Terezíně. Za napomáhání parašutistům a za spolupráci s diverzní a zpravodajskou skupinou tří králů (štábní kapitán Václav Morávek, podplukovník Josef Mašín) byla odsouzena v nepřítomnosti v Praze stanným soudem 29. září 1942 k trestu smrti.
Moji nejdražší, Píši Vám po tak dlouhé době a krušné době. Vzpomínky, které k Vám zalétají, nemohu ani vypsat. Zmocňuje se mě úplně zmatek ze štěstí, že mohu Vám nekontrolovatelně pár slov napsat. ... Prošla jsem hroznou zkouškou životní, ale nelituji toho, nezlomilo mě to, jen Vás je mi hrozně líto, že jsem Vám způsobila tak velký zármutek. ... Že mi je někdy k smrti smutno po dětech, to Vám nemohu ani vypsat, ale právě proto, že Vás všechny mám nesmírně ráda, zaháním smutek a duševně se držím, tělesně jsem hodně sešla, ale to zase bude dobré. Vlasy mně hodně prokvetly, ale sluší mi také. Myslím na Vás ve dne v noci a teprve teď vidím, jak ty své děti nesmírně miluji. ... Musím končit. Všechny Vás nesmírně miluji a tisknu. Děti i Vás Bůh opatruj. Vaše Boža
Božena Vicherková, Poslední moták z Malé pevnosti Terezín datovaný 12. října 1942, 
Dne 23. října 1942 byla převezena hromadným transportem do koncentračního tábora Mauthausen a o den později (24. října 1942) ji zde zavraždili v 09.06 střelou z malorážní pistole do týla společně s dalšími spolupracovníky a rodinnými příslušníky atentátníků při fingované zdravotní prohlídce (v odstřelovacím koutě mauthauzenského „bunkru“). Bylo jí 40 let.

## Dovětek

### Manželé Pouznarovi a nezletilý Zdeněk Boček
Spolupráce s protiněmeckým odbojem byla příčinou zatčení manželů Pouznarových i jejich dcery Zdeňky Bočkové. Byli vězněni a nakonec rovněž 24. října 1942 zavražděni v koncentračním táboře Mauthausen. Zdeněk Boček (nezletilý syn Zdeňky Bočkové) byl (spolu s ostatními dětmi zatčených a popravených odbojářů) internován na pražské Jenerálce a poté ve Svatobořicích.

### Děti Boženy a Aloise Vicherkových
V době zatčení Boženy Vicherkové byla její dříve narozená dcera Jana Vicherková (* 1937) stará 4 roky a 11 měsíců a mladší dcera Božena Vicherková (* 1940) měla pouhé 2 roky a 3 měsíce. Shodou náhod obě dcerky nebyly internovány na Jenerálce a ve Svatobořicích a o jejich výchovu se postarali nejbližší příbuzní. Obou děti se ujaly sestry Boženy Vicherkové – Lída a Máňa a výchova dívek probíhala v Křivsoudově a v Praze Kobylisích, kde starší Jana Vicherková začala chodit do školy.

### Alois Vicherek po druhé světové válce
Po skončení druhé světové války se do Československa vrátil i manžel Boženy Vicherkové – sborový generál Alois Vicherek, který byl jmenován velitelem československého letectva. Po „vítězném únoru 1948“ a zahájení budování československé armády podle sovětského vzoru se stal faktickým velitelem letectva člen KSČ plukovník (později sborový generál) Josef Hanuš (1898–1953). V roce 1948 se Alois Vicherek podruhé oženil, jeho druhou manželkou se stala učitelka Marie Styblíková (* 25. srpna 1915). V lednu 1949 byl Alois Vicherek nařčen z toho, že údajně podepsal dopis, na základě kterého byli západní letci perzekvováni. (V této době očekával narození svého dalšího potomka – syna Aloise (* 1949).) V rámci personálních čistek v armádě byl Alois Vicherek v roce 1950 označen jako režimu nepřizpůsobivý, byl odeslán na dovolenou (v červnu 1950), přeložen do výslužby (od 1. července 1950), následně byl penzionován (od 1. ledna 1951) a komunistickým režimem perzekvován. Měl problém sehnat zaměstnání a z existenčních důvodů byl nucen nastoupit jako laborant do pražského podniku Regula Nusle. Zemřel v Praze po krátké nemoci 15. ledna 1956 a byl pohřben bez vojenských poct.

Alois Vicherek v proměnách času
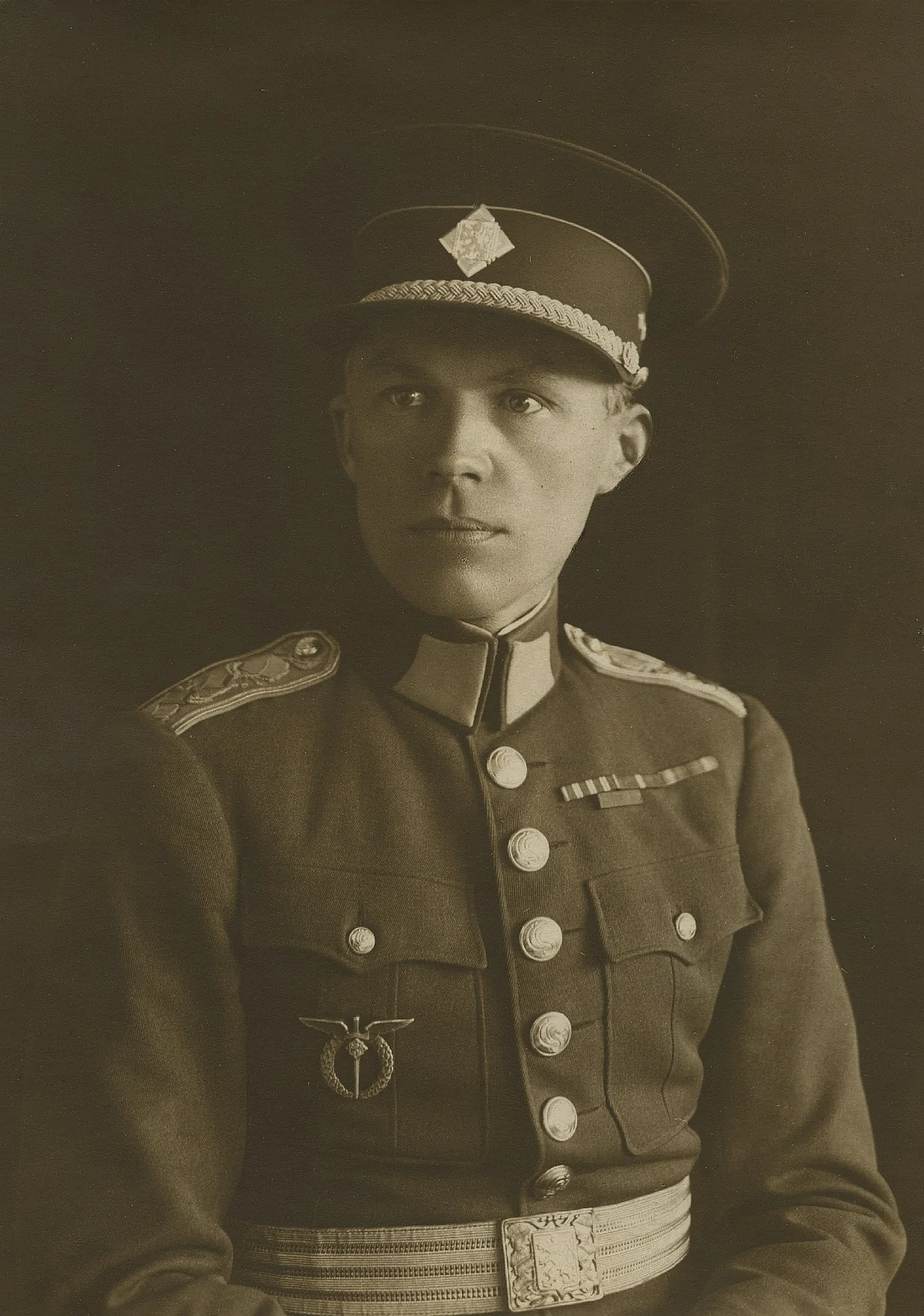
Alois Vicherek v roce 1933 ve vojenské uniformě v hodnosti plukovníka letectva
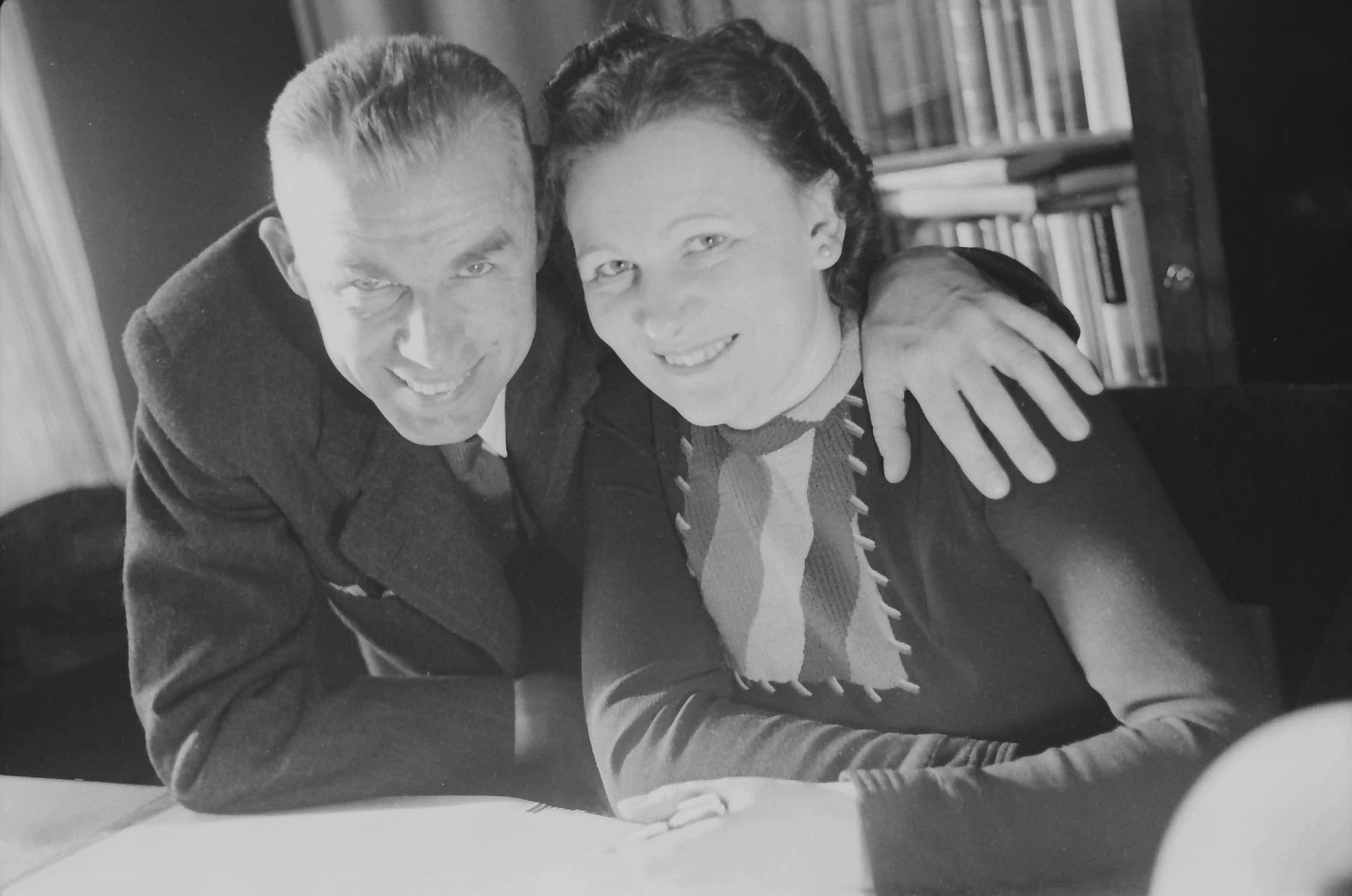
Božena Vicherková se svým manželem Aloisem Vicherkem před jeho emigrací z protektorátu (před 15. lednem 1940)
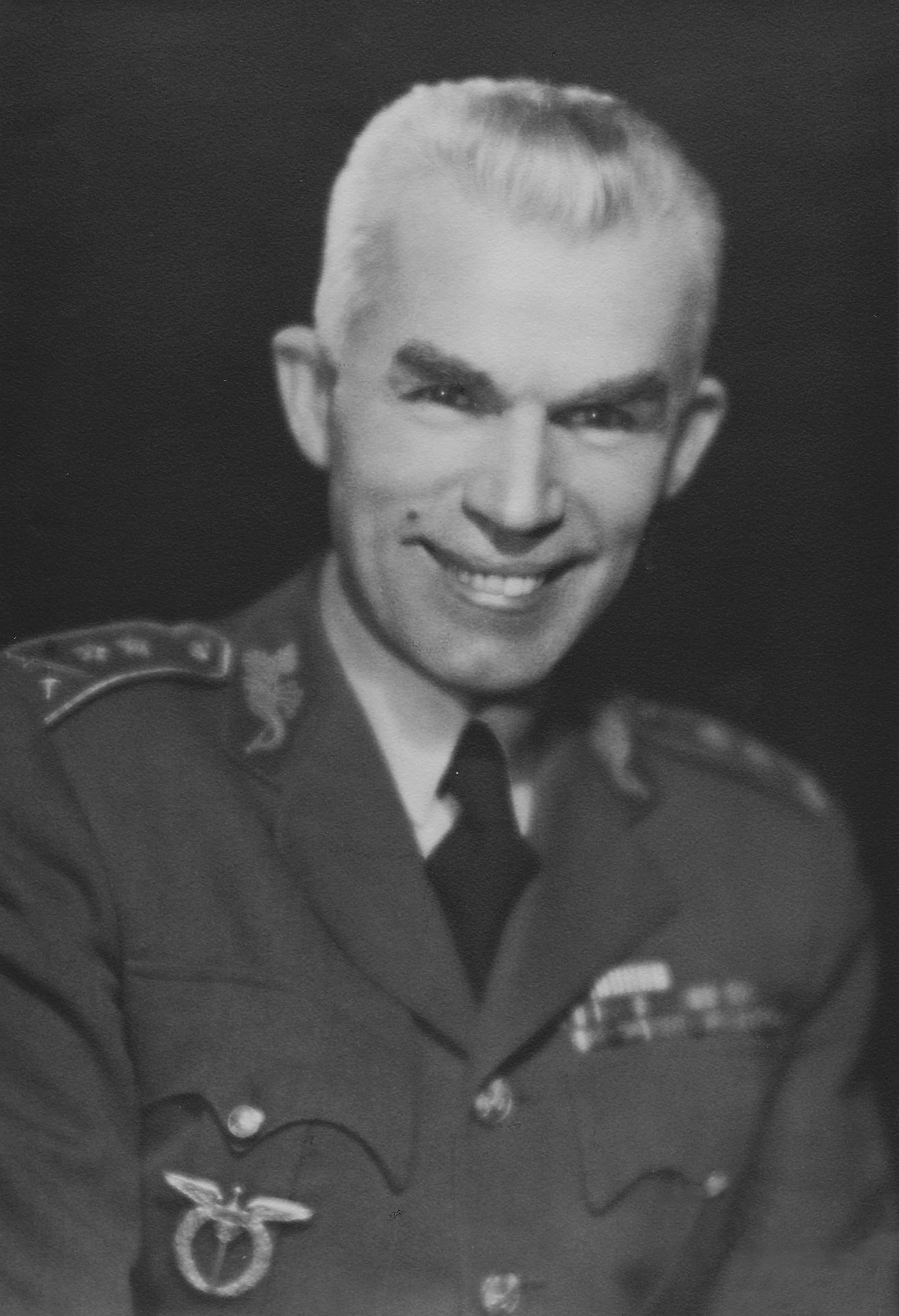
Její manžel Alois Vicherek – český vojenský letec, důstojník, účastník první a druhé světové války (foto před rokem 1952)

## Ocenění a pamětní desky
- Dne 16. února 1946 udělil prezident Československé republiky Dr. Edvard Beneš Boženě Vicherkové in memoriam Československý válečný kříž 1939 „v uznání bojových zásluh, které získala v boji za osvobození republiky Československé z nepřátelského obsazení“.[4]
- V Křivsoudově je Božena Vicherková připomínána pamětní deskou[5] umístěnou na vnější fasádě sokolovny na adrese Křivsoudov 145. Deska byla slavnostně odhalena 25. dubna 2015 a vznikla zásluhou Asociace nositelů legionářských tradic Anlet, členů místního sokola a vedení radnice Křivsoudov. Na pamětní desce je nápis: Božena Vicherková / rozená Marešová // * Narozena 18.1.1902 v Křivsoudově / + Popravena 24.10.1942 v 9:06 hodin / v koncentračním táboře Mauthausen // V letech 1920–1922 zde působila jako náčelnice sokola. / V období 2. světové války byla členkou odbojové / organizace Obrana národa. Díky ní se podařilo / škpt. Václava Morávka propojit s velitelem paraskupiny / Silver A npor. Alfrédem Bartošem. // Čest její památce![11]
- Její jméno (Vicherková Božena roz. Marešová *18.1.1902) je uvedeno na pomníku při pravoslavném chrámu svatého Cyrila a Metoděje (adresa: Praha 2, Resslova 9a). Pomník byl odhalen 26. ledna 2011 a je součástí Národního památníku obětí heydrichiády.[12][13][14]

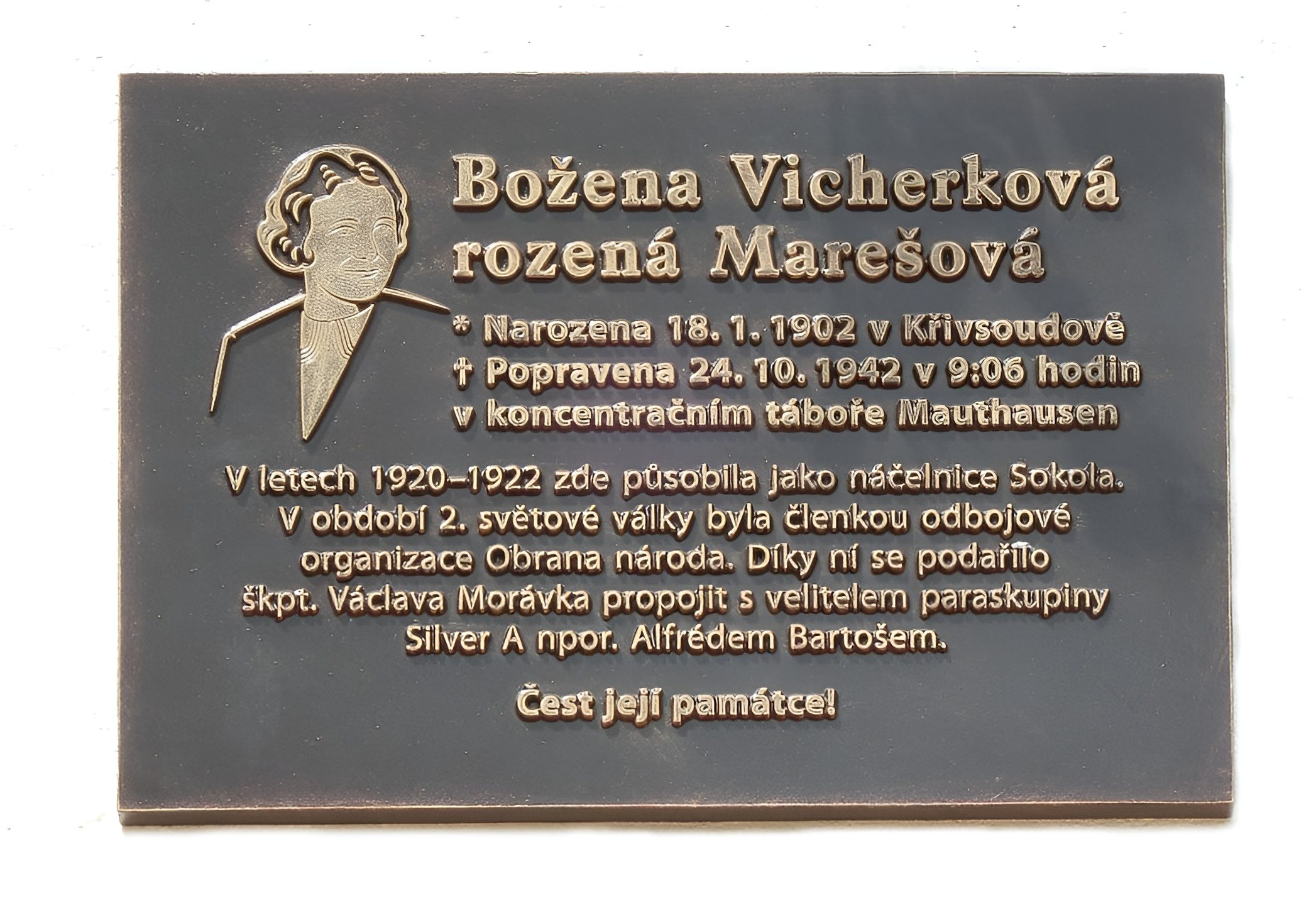
Pamětní deska na sokolovně na adrese Křivsoudov 145
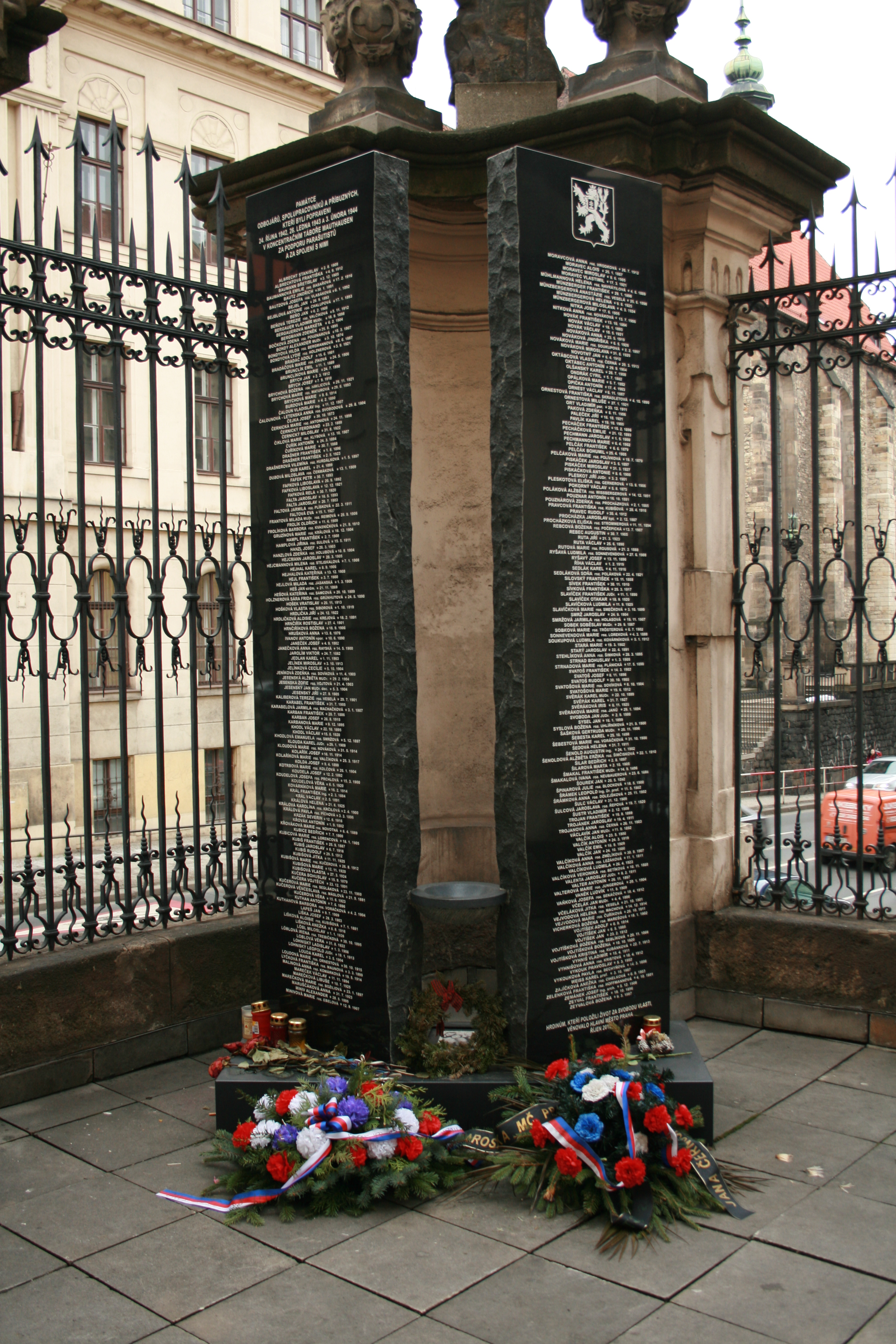
Pomník spolupracovníků parašutistů a jejich rodinných příslušníků na terase kostela sv. Cyrila a Metoděje v Resslově ulici.